# Homokszentgyörgy
Homokszentgyörgy es un pueblo ubicado en el distrito de Barcs, en el condado de Somogy, Hungría.

## Superficie
Posee una superficie de 49,64 kilómetros cuadrados.

## Demografía
Hasta 2019 la población era de 1018 habitantes, con una densidad de población de 20,51 habitantes por kilómetro cuadrado.